# 타이완 파워 컴퍼니 FC
타이완 전력 FC(중국어: 台灣電力公司足球隊, 영어: Taiwan Power Company F.C.)는 가오슝시를 연고로 하는 중화민국의 축구 클럽이다. 현재는 타이완 풋볼 프리미어리그에 참가하고 있다.

## 성적
- 기업 축구 리그 : 우승 15회 (1987, 1990, 1992, 1994, 1995, 1996, 1997, 1998, 1999, 2000–01, 2001–02, 2002–03, 2004, 2007, 2008), 준우승 4회 (1988, 1993, 2005, 2006)
- 인터시티 풋볼 리그: 우승 4회 (2008, 2010, 2011, 2012)
- CTFA 컵: 우승 3회 (1997, 2000, 2002)
- AFC 프레지던트컵: 우승 1회 (2011)

## 선수 명단

### 현역
참고: FIFA 자격 규정에 따라 소속된 국가대표팀 국기를 표시합니다. 선수는 복수의 FIFA 비회원국 국적을 가지고 있을 수 있습니다.
| 번호 | 포지션 | 국적 | 이름 |
| ---- | ------ | ---- | ---- |

| 번호 | 포지션 | 국적 | 이름 |
| ---- | ------ | ---- | ---- |

## 역대 감독
| 감독   | 임기 |
| ------ | ---- |
| 황처밍 | 불명 |

틀:타이완 파워 컴퍼니 FC 선수 명단